# Soner Sarıkabadayı

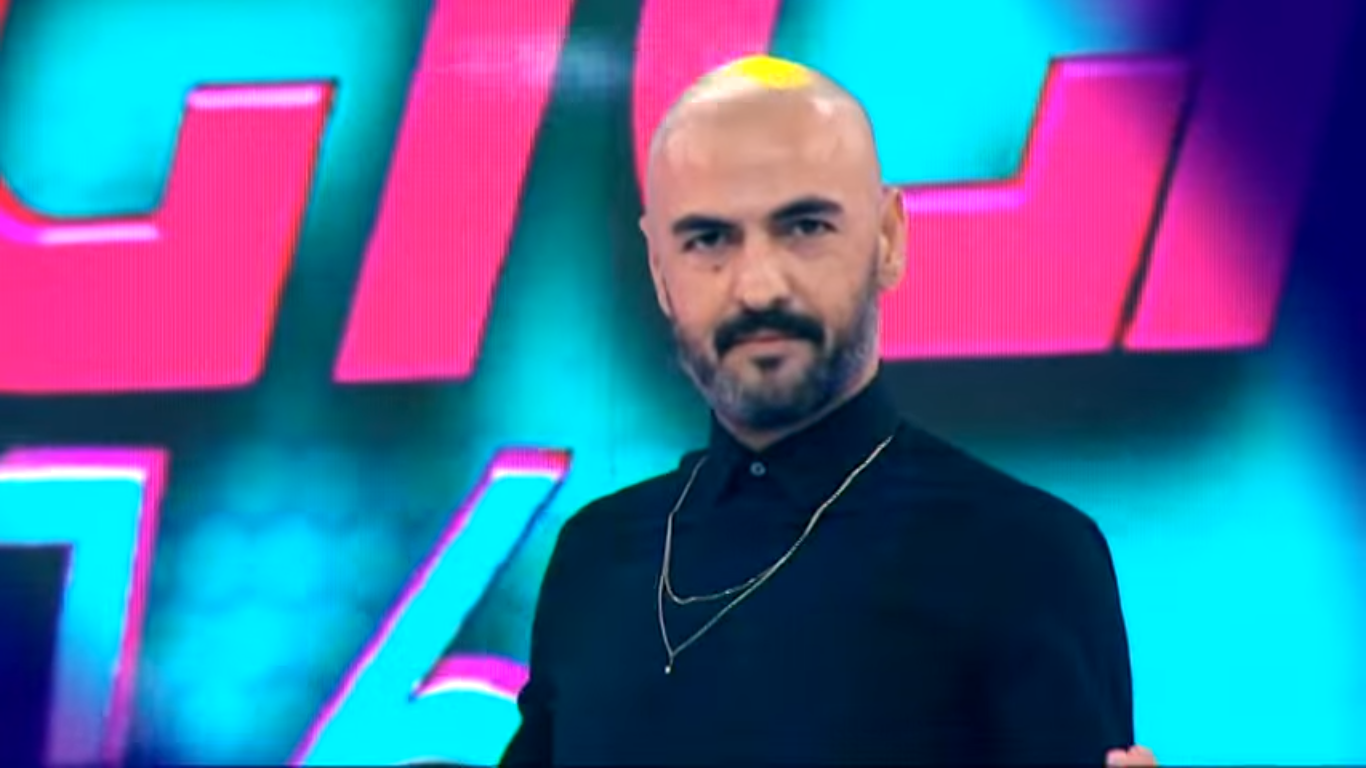
Soner Sarıkabadayı (2016)

Soner Sarıkabadayı (* 8. Dezember 1978 in Pazarcık) ist ein türkischer Popmusiker, Musikproduzent und Songwriter.

## Karriere
Seine Musikkarriere begann im Jahr 2001 mit der Single Kara und dem gleichnamigen Debütalbum. Der kommerzielle Durchbruch gelang ihm erst 2009 mit der Veröffentlichung der Single İki Medeni İnsan, eine Zusammenarbeit mit Murat Boz.
Im Jahr 2010 gewann er einen Altın Kelebek Award in der Kategorie Bester Newcomer.

## Diskografie

### Alben
- 2001: Kara
- 2010: Sadem

### EPs
- 2010: Pas
- 2012: Trio
- 2016: Taş
- 2019: Akustikler 1

### Kompilationen
- 2016: SRKBDY: Best Hits

### Singles
Von Soner Sarıkabadayı zwischen 2001 und 2025 veröffentlichte Singles:
| - 2001: Kara - 2009: Buz - 2009: İki Medeni İnsan (mit Murat Boz) - 2010: Sadem - 2010: Pas - 2011: Seveni Arıyorum - 2011: İtiraz - 2011: Tuzlu Su - 2011: Son Vapur (mit Sibel Can) - 2012: Muhatap - 2012: Burada Biri Var - 2012: İnsan Sevmez Mi? - 2013: Kutsal Toprak - 2014: Yara Bandı - 2015: Unuttun Mu Beni (mit Ozan Çolakoğlu) - 2016: Taş - 2016: Bitanem Deme Bitanem - 2017: O Konu (mit Röya Ayxan) - 2017: Bu Böyle (mit Yaşar Gaga) - 2017: Tekamül - 2017: Gel De Uyu | - 2018: Boza Boza - 2018: Tarifi Zor - 2019: Nerede Kalmıştık? - 2020: Ölümüne - 2020: İstanbullum (mit Mazlum Çimen) - 2020: Delalım - 2020: Kolay Olmayacak - 2020: Bi Sen Gibisi - 2020: Rahat Rahat - 2021: Tamamlayamayabiliyorum - 2022: Pir - 2022: Kendileri - 2023: Seviyo Muyuz? - 2023: Dudaklarım Yeminli - 2024: Neresi? - 2024: Yangın Yangın - 2024: Mevzu Derin - 2024: Koparılan Çiçekler - 2025: Dönemem Ona - 2025: Bence De Git (mit Aerro) |

### Gastauftritte
- 2003: Nazar (von Tarık – Hintergrundstimme)
- 2017: Esasen (von Gülben Ergen – Hintergrundstimme)

### Produktionen/Songwritings (Auswahl)
- 2008: Uçurum (von Murat Boz)
- 2008: Kasaba (von Murat Dalkılıç)
- 2009: Sallana Sallana (von Murat Boz)
- 2009: Herşeyi Yak (von Murat Boz)
- 2010: Hayat Sana Güzel (von Murat Boz)
- 2010: Merhaba Merhaba (von Murat Dalkılıç)
- 2010: La Fontaine (von Murat Dalkılıç)
- 2010: Külah (von Murat Dalkılıç)
- 2010: Taburcu (von Berkay)
- 2010: Koparılan Çiçekler (von Sertab Erener)
- 2010: Açık Adres (von Sertab Erener)
- 2010: Bu Böyle (von Sertab Erener)
- 2015: Şerefime Namusuma (von Demet Akalın)
- 2016: Bir Dünya (von Murat Boz)

## Auszeichnungen
- 2010: Altın Kelebek Award in der Kategorie Bester Newcomer